# Mario De Santis
Mario De Santis (* 15. Oktober 1904 in Troia; † 17. Januar 1985) war ein italienischer römisch-katholischer Geistlicher sowie Weihbischof in Troia, Bovino und Foggia.

## Leben
Mario De Santis empfing am 22. März 1931 das Sakrament der Priesterweihe.
Am 8. April 1967 ernannte ihn Papst Paul VI. zum Titularbischof von Heraclea sowie zum Weihbischof in Troia und Bovino. Der Pro-Präfekt der Konsistorialkongregation, Carlo Kardinal Confalonieri, spendete ihm am 24. Juni desselben Jahres die Bischofsweihe; Mitkonsekratoren waren der Bischof von Troia, Antonio Pirotto, und der Bischof von Nicastro, Renato Luisi.
Paul VI. ernannte ihn am 14. Dezember 1974 zum Titularbischof von Aeca und zusätzlich zum Weihbischof in Foggia.